# Lichtshow

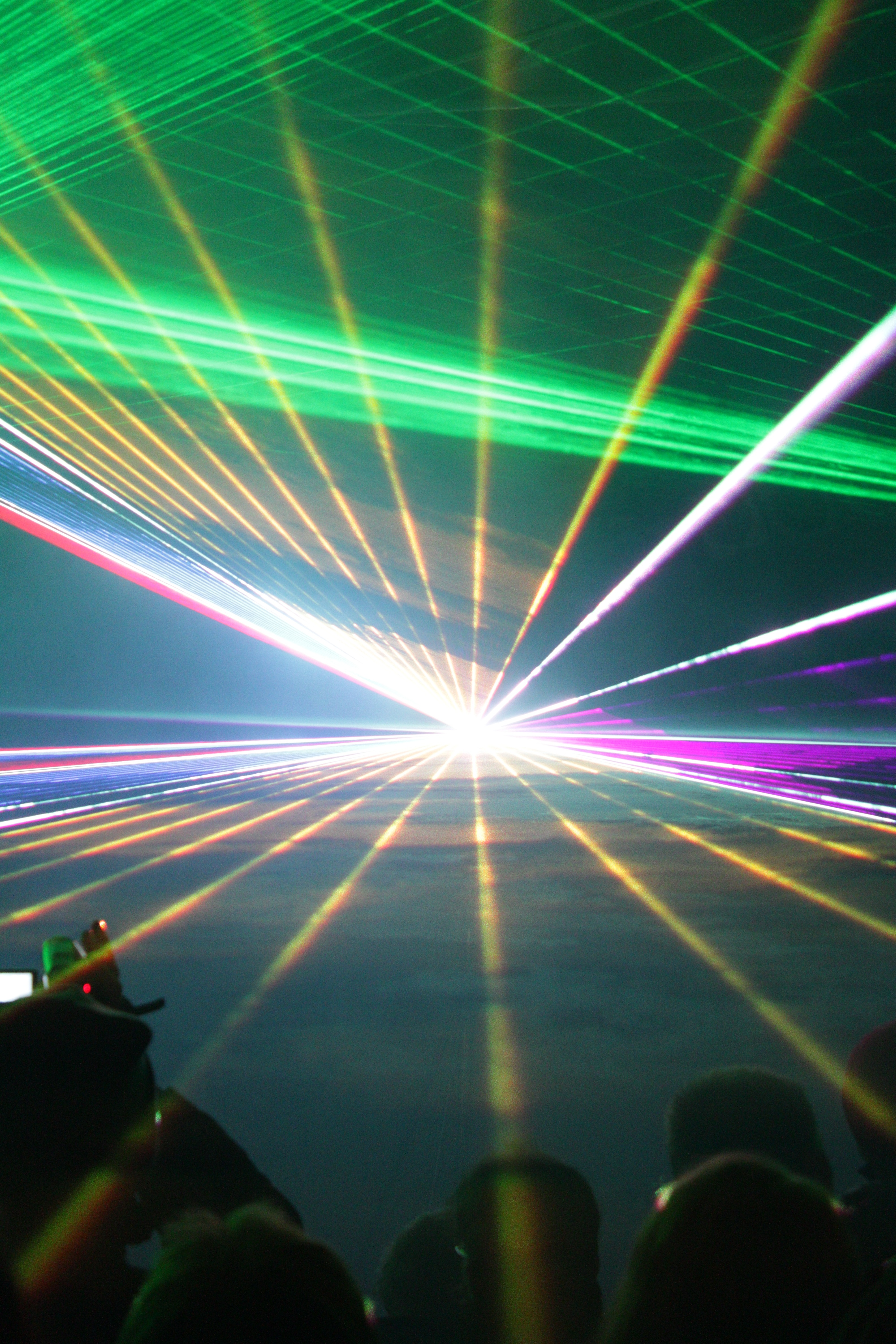

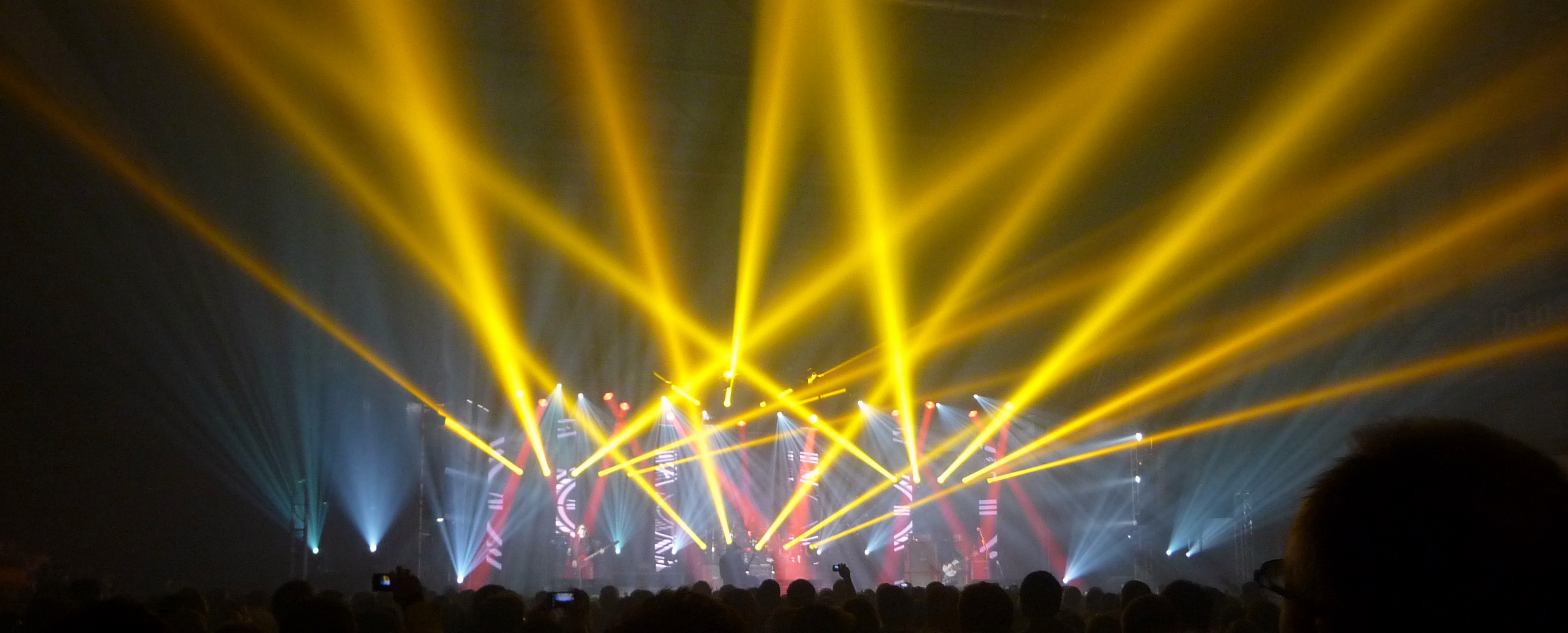

Een lichtshow of lichtfestival is een vooraf bedacht plan van hoe de verschillende armaturen binnen het lichtontwerp zich gedragen tijdens de voorstelling. De lichtshow ondersteunt het evenement en heeft als doel sfeer te geven aan het evenement.

## De opbouw van een lichtshow
In grote producties wordt de lichtshow tot in de puntjes al van tevoren voorbereid. Hiervoor worden vaak visualisatieprogramma's gebruikt zodat de lichtontwerper of operator ziet wat voor effect verschillende opstellingen en bewegingen kunnen hebben. De podia kunnen tot op de meter worden uitgetekend en vaak kunnen de programma's inventarisatie weergeven zodat al makkelijk een concreet plan op tafel kan komen. 
Sommige programma's zijn ontworpen om met bepaalde lichttafels gelinkt te worden; de show kan op deze manier vanaf de tafel bediend worden. De show kan dus al op de lichttafel worden gezet en opgeslagen zodat er ter plekke bijna niets meer geprogrammeerd hoeft te worden. Ook kan de show op afstand worden bediend met een computer. De show wordt dan met speciale software geprogrammeerd en naar de lichttafel gestuurd. In grote producties staat de lichtshow bijna altijd vast omdat er vaak meerdere voorstellingen zijn.
Een lichtshow bestaat uit scènes en chases. Een chase beschouwen we als een loop van een aantal scènes. Hierbij kan de fadetijd van scène naar scène vaak afhankelijk worden ingesteld. Dit hangt van de lichttafel af; hoe complexer de lichttafel, hoe makkelijker het is om een complexe lichtshow te creëren.

## Voorbeelden
- Madurodam by Light in Madurodam
- GLOW Festival in Eindhoven
- Amsterdam Light Festival
- Lichtfestival Gent
- Egmont Lichtfestival in Zottegem

## Son et lumière
Een bijzondere vorm van lichtfestival zijn de Son et lumière-opvoeringen die in Frankrijk zijn ontstaan bij de kastelen van het Loiredal in de jaren ‘50 van de 20e eeuw, en navolging kregen op andere historische sites. 